# 로열 온타리오 박물관
로열 온타리오 박물관(Royal Ontario Museum, ROM)은 캐나다 온타리오주 토론토에 위치한 박물관이다. 1857년 자연사박물관으로 처음 시작한 로열 온타리오 박물관은 1912년에 현재와 비슷한 형태를 갖춘다. 2007년에 건축가 다니엘 리베스킨트(Daniel Libeskind)에 의해 박물관이 새롭게 증축되었다. 1968년까지 토론토 대학교의 관리를 받았지만 현재는 독립된 기관이다. 아프리카 미술, 아시아 미술, 유럽과 캐나다의 역사, 자연과학과 관련된 6백만점의 유물을 소장하고 있다.